# Пародия плитчатая
Паро́дия пли́тчатая, или Нотока́ктус пли́тчатый (лат. Parodia tabularis, или Notocactus tabularis) — кактус из рода Пародия, выделяется некоторыми систематиками в род Нотокактус.

## Описание
Стебель приплюснуто-шаровидный, до 8 см в диаметре, голубовато-зелёный. Рёбер 16-23, они низкие, неострые, с часто расположенными белоопушёнными ареолами.
Радиальных колючек около 20, они до 1 см длиной, игловидные, почти прозрачные, с бурыми кончиками; центральных колючек 4, они до 1,2 см длиной, буро-красные, слегка изогнутые.
Цветки до 6 см длиной и диаметром, жёлтые, рыльце пестика красное.

## Распространение
Эндемик Южной Бразилии и Уругвая.

## Синонимы
- Malacocarpus tabularis
- Notocactus apricus var. tabularis
- Notocactus concinnus var. tabularis
- Peronocactus tabularis
- Echinocactus concinnus var. tabularis
- Notocactus tabularis
- Echinocactus tabularis
- Notocactus brederooianus